# Karl von Preuschen (General)
Karl Maximilian Gustav Ferdinand August Eduard Freiherr von Preuschen (* 29. September 1862 in Darmstadt; † 23. April 1925 in Kassel) war ein preußischer Generalleutnant.

## Leben

### Herkunft und Familie
Karl Maximilian von Preuschen entstammte dem hessischen Adelsgeschlecht von Preuschen und wurde als Sohn des Großherzoglichen Kammerherrn und Geheimrat Friedrich Wilhelm von Preuschen (1823–1897) und dessen Ehefrau Anna Freiin Löw von und zu Steinfurth (1833–1922) geboren. Er wuchs mit seinen Geschwistern Marie (* 1854), Luise (* 1855), Wilhelmine (* 1866, ∞ 1906 Karl Kirchhoff), Maximilian (1867–1932, Generalmajor) und Friedrich Octavio (* 1872) auf.
Am 6. Mai 1892 heiratete er in Darmstadt Margarethe Wolfskehl (1871–1904, Tochter des Politikers Otto Wolfskehl).
Aus der Ehe sind die Kinder Curt (1893–1958, Werksdirektor), Gerhard (1895–1980, Direktor), Edelgard (1903–1992, I. ∞ 1929 Georg Reimpell, II. Hans von Beckerath) hervorgegangen.
Nach dem Tod seiner Frau heiratete er am 31. März 1912 Hedwig Koehler (1879–1955). Diese Ehe brachte den Sohn Hans Joachim (* 1913, Jurist in England unter dem Namen John Preston).

### Wirken
Der Familientradition folgend entschied er sich für den Dienst in der Preußischen Armee und war dort 1893 Offizier. 1903 wurde er Hauptmann im 1. Großherzoglich Hessischen Feldartillerie-Regiment Nr. 25. Im Ersten Weltkrieg war er Kommandeur der 2. Garde-Feldartillerie-Brigade, die er vom 31. Mai 1915 bis zum 13. September 1915 an der Westfront führte. Preuschen beendete seine Laufbahn als Generalleutnant.